# Dhabouli
Dhabouli (nep. धबौली) – gaun wikas samiti w środkowej części Nepalu w strefie Dźanakpur w dystrykcie Dhanusa. Według nepalskiego spisu powszechnego z 2011 roku liczył on 1317 gospodarstw domowych i 7292 mieszkańców (3716 kobiet i 3576 mężczyzn).